# Epigomphus maya
Epigomphus maya é uma espécie de libelinha da família Gomphidae.
É endémica de Belize.
Os seus habitats naturais são: florestas subtropicais ou tropicais húmidas de baixa altitude e rios.
Está ameaçada por perda de habitat.